# Elwira Grossman
Elwira Grossman (ur. 3 sierpnia 1961) – brytyjska kulturoznawczyni, polonistka, tłumaczka. Wykłada na Uniwersytecie w Glasgow.

## Dydaktyka
Studiowała kulturoznawstwo na Uniwersytecie Łódzkim. W 1995 ukończyła doktorat z komparatystyki na Pennsylvania State University, gdzie prowadziła również zajęcia z języka polskiego i rosyjskiego. Od października 1994 jest wykładowczynią na Uniwersytecie w Glasgow. Na Uniwersytecie w Glasgow prowadzi zajęcia w sekcji polonistycznej. Jest inicjatorką programu literatury porównawczej na Wydziale Języków i Literatur Obcych. Jej obecna działalność naukowa skupia się na badaniach nad migracją widzianą przez pryzmat sztuk kreatywnych oraz teatru ze szczególnym uwzględnieniem ról językowych i płciowych w wielokulturowych społecznościach Wielkiej Brytanii. Zajmuje się również dwudziestowieczną literaturą polską, kulturą polskich żydów oraz filmem. W 2013 została uhonorowana Złotym Krzyżem Zasługi.

## Działalność tłumaczeniowa
Przetłumaczyła wraz z Paulem J. Kellym na język angielski antynazistowski dramat Marii Pawlikowskiej-Jasnorzewskiej Baba-Dziwo. Tragikomedia w 3 aktach.

## Działalność dodatkowa
Grossman od 2009 działa w GRAMnet (Glasgow Refugee, Asylum and Migration Network) – stowarzyszeniu wspierającym emigrantów, uchodźców i osoby starające się o azyl w Zjednoczonym Królestwie. W 2010 dołączyła do zarządu. Jest także członkinią Amerykańskiego Stowarzyszenia Nauczycieli Języków Słowiańskich i Wschodnioeuropejskich (AATSEEL). Należy do British Comparative Literature Association [BCLA]. Od 2014 działa w Board of Directors – zajmuje się sprawami mniejszości etnicznych – pomaga ludziom zamieszkującym Wielką Brytanię, których nie widzi brytyjski system informacji [OPCS], co skutkuje np. brakiem dostępu tej grupy osób do państwowej opieki zdrowotnej.

## Publikacje
Książki
- Studies in language, literature and cultural mythology in Poland: investigating "The Other", Series: Slavic studies, 7. Mellen: Lewiston. Glasgow 2002. ISBN 978-0-7734-7054-5.

Artykuły
- Grossman E., Staging Polish migration in transcultural drama: the question of multiple language use in UK’s theatre, ,,Teksty Drugie”, 2018 (1), s. 24–42.
- Grossman E., Dwo(wielo)języczny teatr w zglobalizowanym kontekście brytyjskim, czyli o różnych stylach dramatu migracyjno-transkulturowego, ,,Teksty Drugie”, 2016 (3), s. 60–80.
- Grossman E., O płynnej polskości, diasporycznych horyzontach i komparatystyce w Glasgow uwag kilka, [w:] Literatura polska w świecie, t. III: Obecności, red. R. Cudak, Katowice: Wydawnictwo Gnome, 2010, s.345–356. ISBN 978-83-87819-60-6.
- Grossman E., Blaski i cienie globalizacji, czyli problemy polonistyki w badaniach komparatystycznych. ,,Teksty Drugie’’ 2009 (6), s. 66–78.
- Grossman E., Gender dynamics in Polish drama after 2000, ,,Women's Writing Online” 2009, nr 1, s. 175–204.
- Grossman E., Auschwitz: a neverending story, „Scottish Review of Books” 2008, nr 4(1).
- Grossman E., Who's Afraid of Gender and Sexuality? Plays by Women. Contemporary Theatre Review 2005, nr 15(1), s. 105–116. DOI: 10.1080/1048680042000334386).
- Grossman E., Interdyscyplinarna wizja polonistyki zagranicznej XXI wieku, czyli inna optyka , [w:] Inne optyki. Nowe programy, nowe metody, nowe technologie w nauczaniu kultury polskiej i języka polskiego jako obcego, red. R. Cudak, J. Tambor, Katowice: Wydawnictwo Uniwersytetu Śląskiego, 2001, s. 29–37. ISBN 83-226-1119-6.